# Línea 510A (Interurbanos Madrid)
La línea 510A de la red de autobuses interurbanos de Madrid une la estación de Colonia Jardín (Madrid) con Villaviciosa de Odón.

## Características
Fue puesta en servicio con el recorrido Villaviciosa de Odón - Alcorcón.
En septiembre de 2021, la línea amplió su recorrido hasta la estación de Colonia Jardín, en Madrid.La ruta estaba originalmente pensada para unir sus cabeceras (Madrid y Alcorcón) con el municipio de Villaviciosa de Odón más que para unirlas entre sí, pues el tiempo de trayecto entre las mismas no bajaba de los 50 minutos en hora valle.
El 27 de noviembre de 2023, la línea incluyó parada en el campus de Villaviciosa de Odón de la Universidad Europea de Madrid.
El 22 de abril de 2024, se reforzó la línea con un autobús más.
Desde el 15 de enero de 2025, con motivo de las obras de soterramiento de la autovía A-5, la línea se desdobla temporalmente. Por un lado, la 510A mantiene el recorrido entre Madrid y Villaviciosa de Odón, mientras que por otro se crea la línea 510B para unir Villaviciosa de Odón y la Universidad Europea de Madrid con Alcorcón.
La línea mantiene los mismos horarios todo el año (exceptuando las vísperas de festivo y festivos de Navidad) circulando sólo de lunes a viernes laborables. No presta servicio los fines de semana ni festivos.
Está operada por Arriva Madrid mediante la concesión administrativa VCM-501 - Madrid – Batres (Viajeros Comunidad de Madrid) del Consorcio Regional de Transportes de Madrid.

## Horarios
| Lunes a viernes laborables     |       |       |       |       |       |       |       |       |       |       |       |       |       |       |       |
| Madrid > Villaviciosa > Madrid |       |       |       |       |       |       |       |       |       |       |       |       |       |       |       |
| 07                             | 08    | 09    | 10    | 11    | 12    | 13    | 14    | 15    | 16    | 17    | 18    | 19    | 20    | 21    | 22    |
| 30                             | 00 30 | 00 30 | 00 30 | 00 30 | 00 30 | 00 30 | 00 30 | 00 30 | 00 30 | 00 30 | 00 30 | 00 30 | 00 30 | 00 30 | 00 30 |

Paso por la Avenida del Príncipe de Asturias aproximadamente 15 minutos después de su salida de Colonia Jardín. Duración del recorrido circular completo aproximadamente 30 minutos.

## Recorrido y paradas
| Código | Parada                                       | Común con                                             | Conexión con Metro | Municipio            | Zona |
| ------ | -------------------------------------------- | ----------------------------------------------------- | ------------------ | -------------------- | ---- |
| 08409  | Ctra. Carabanchel a Aravaca - Colonia Jardín | 532 560 561 561A 561B 562 563 564 571 572 573 574 591 | Colonia Jardín     | Madrid               |      |
| 10471  | Ctra. M511 - Ciudad de la Imagen             | 532 571 573 574                                       |                    | Pozuelo de Alarcón   |      |
| 13214  | Ctra. M501 - Pol. Ind. Ventorro del Cano     | 532 574                                               |                    | Alcorcón             |      |
| 09918  | Ctra. M501 - Universidad UEM                 | 510B 567                                              |                    | Villaviciosa de Odón |      |
| 13133  | Tajo - Universidad                           | 510 518 519 VAC-246                                   |                    | Villaviciosa de Odón |      |
| 13134  | Tajo - Miño                                  | 510 518 519                                           |                    | Villaviciosa de Odón |      |
| 21361  | Ebro - Av. Unión Europea                     | 519A                                                  |                    | Villaviciosa de Odón |      |
| 13298  | Av. Príncipe Asturias - Av. Vaillo           | 510 510B 518 519 519A 567                             |                    | Villaviciosa de Odón |      |
| 11353  | Av. Príncipe Asturias - Av. Concordia        | 510 510B 518 519 519A 567                             |                    | Villaviciosa de Odón |      |
| 10565  | Av. Príncipe Asturias - Bispo                | 510 510B 518 519 519A 567                             |                    | Villaviciosa de Odón |      |
| 19012  | Av. Príncipe Asturias - Centro de Salud      | 510 510B 518 519 519A 567                             |                    | Villaviciosa de Odón |      |
| 08916  | Av. Príncipe Asturias - Centro Cultural      | 510 510B 518 519 519A 567                             |                    | Villaviciosa de Odón |      |
| 09346  | Av. Calatalifa - Magnolia                    | 519 519A 551                                          |                    | Villaviciosa de Odón |      |
| 11710  | Av. Calatalifa - Orquídea                    | 519 519A                                              |                    | Villaviciosa de Odón |      |
| 08777  | Ctra. M501 - Pol. Ind. Ventorro del Cano     | 532 571 573 574 591                                   |                    | Alcorcón             |      |
| 10472  | Ctra. M511 - Ciudad de la Imagen             | 532 571 573 574                                       |                    | Pozuelo de Alarcón   |      |
| 08409  | Ctra. Carabanchel a Aravaca - Colonia Jardín | 532 560 561 561A 561B 562 563 564 571 572 573 574 591 | Colonia Jardín     | Madrid               |      |